# Konfuzianismus

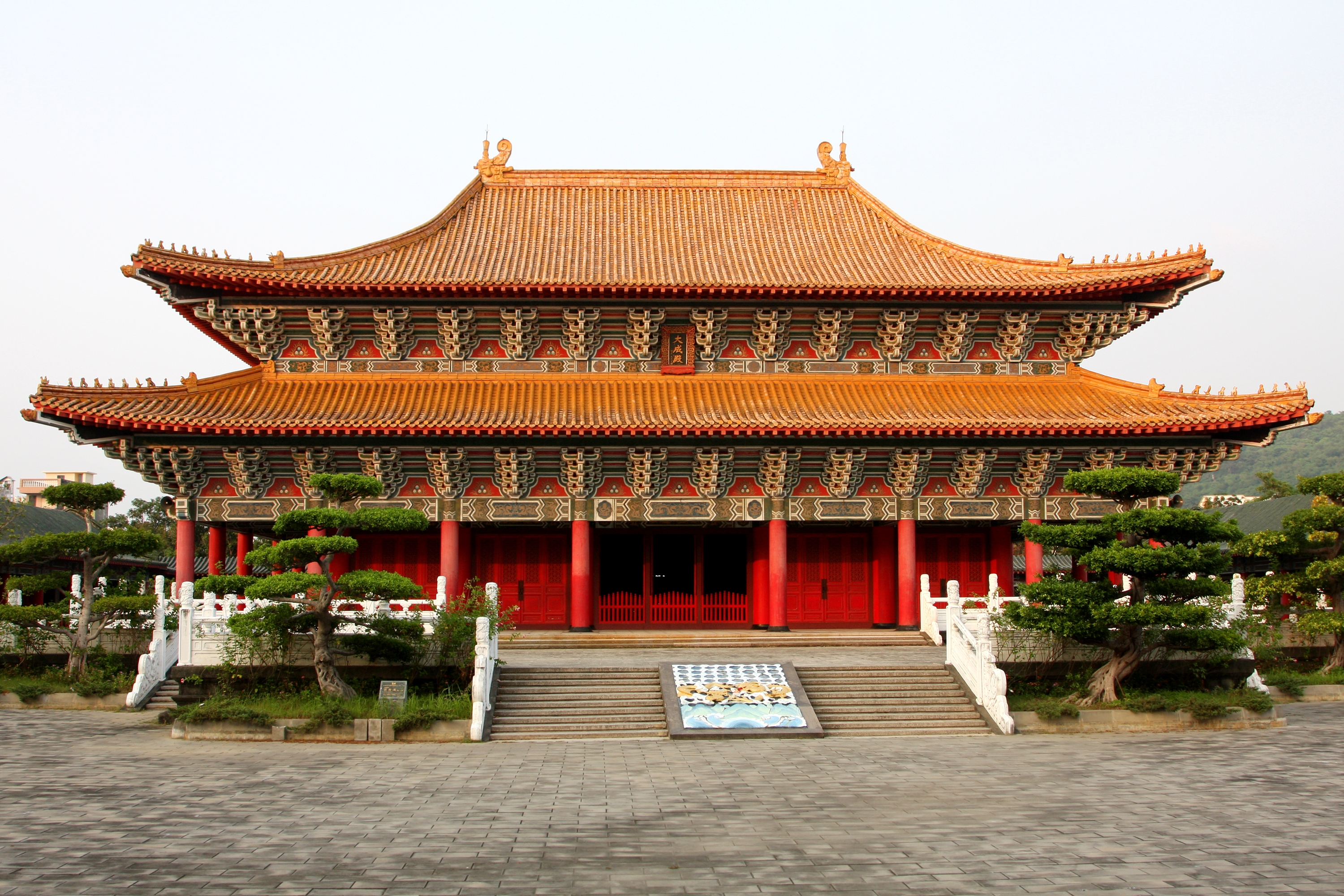
Konfuzianischer Tempel in Kaohsiung, Taiwan

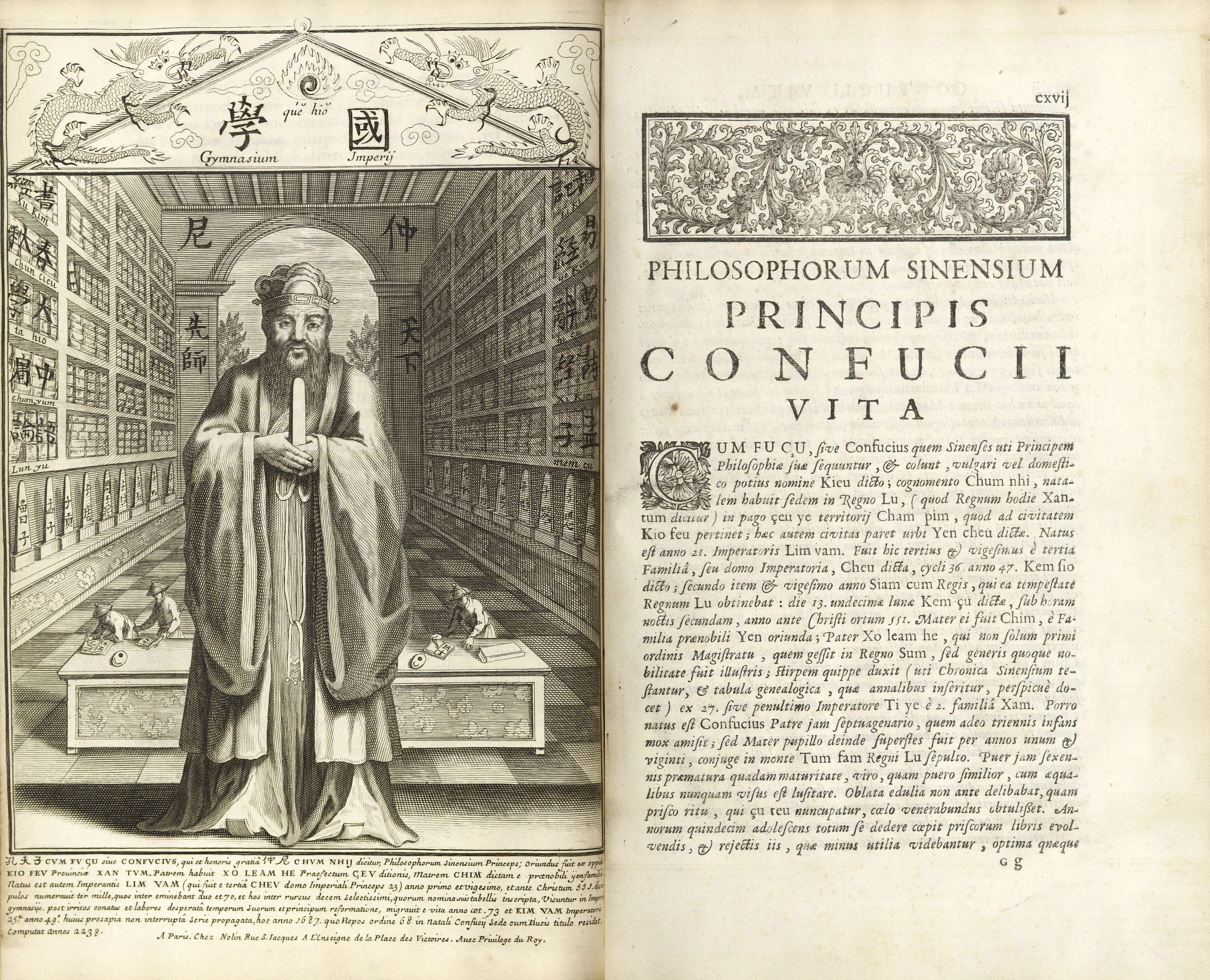
„Leben und Werke des Konfuzius“, von Prospero Intorcetta, 1687

Konfuzianismus (chinesisch 儒家思想, Pinyin Rújiā sīxiǎng – „Ideen der Anhänger der Schule der Gelehrten“) ist der Begriff für Philosophien und politische und religiöse Vorstellungen, die sich in die Tradition des Konfuzius und seiner Schüler stellen. Konfuzius’ Schule wird in China auch als Rujia (儒家) bezeichnet, was Schule der Gelehrten bedeutet. Der heutige Begriff Konfuzianismus geht auf christliche Missionare zurück, die im 17. Jahrhundert den Namen des Begründers der Schule, 孔子 / 孔夫子 (Kongzi / Kongfuzi) latinisierten. Konfuzius wurde von seinen Anhängern als Vorbild und Ideal verehrt, seine moralischen Lehren und eigene Lebensweise als mustergültig angesehen. Der Konfuzianismus gehört neben dem Buddhismus und Daoismus zu den „Drei Lehren“. Er prägt seit vielen Jahrhunderten die chinesische Kultur und Gesellschaft und beeinflusst den Alltag in China, Japan, Korea, Singapur, Vietnam und auf Taiwan. Ab dem 16. Jahrhundert wurden seine Lehren in Europa durch Berichte des Missionars Matteo Ricci bekannt. Im Jahr 1687 folgte die Übersetzung seiner Schriften ins Lateinische durch Pater Prospero Intorcetta.

## Konfuzius
Kǒng Zǐ, „Meister Kung“, Konfuzius wurde 551 v. Chr. in der Stadt Qufu im chinesischen Staat Lu (魯 / 鲁), in der heutigen Provinz Shandong unter dem Namen Kong Qiu (孔丘) geboren. Der Sohn eines Heerführers entstammte dem verarmten Adelsgeschlecht der Kong und genoss eine gute Erziehung. Schon früh zeigte er ein großes Interesse an den geistigen Traditionen Chinas. Konfuzius war als Lehrer und Berater tätig, zeitweilig auch als Minister des Staates Lu, und verbrachte lange Jahre im Exil. Ab 496 v. Chr. zog Konfuzius 13 Jahre lang mit seinen Schülern durch die Lande, studierte unter anderem Musik und alte Bräuche. In dieser Zeit soll er auch Laozi getroffen haben, einen weiteren bedeutenden Philosophen des alten China, der als Begründer des Daoismus gilt. Konfuzius starb in seiner Heimat, vermutlich im Jahr 479 v. Chr.
Nach seinem Tod erlangte er höchste staatliche Ehren:
- Der Kaiser besuchte sein Grabmal.
- Ihm wurden Statuen errichtet.
- Er erhielt die Würde eines chinesischen Kaisers.
- Er wurde Gottheiten gleichgestellt.

Konfuzius’ Ziel in seinen Lehren war es, die mythologischen und religiösen Wertesysteme des chinesischen Feudalreiches zu erneuern. Als Ausweg aus dem politischen und sozialen Chaos sah er die Rückbesinnung auf die klassischen Tugenden.

## Andere wichtige Personen

### Mengzi
Mengzi gilt als der „zweite Weise“ des Konfuzianismus. Mengzi meinte, dass Menschenliebe und Gerechtigkeit in der Natur des Menschen lägen. Nur die Umwelt und die Emotionen würden ihn davon entfernen, weswegen die positiven Anlagen kultiviert werden müssten.

### Xunzi
Xunzi setzte seinen Schwerpunkt auf die Lehre des Rituals. Im Gegensatz zu Mengzi sah er den Menschen als von Natur aus schlecht an, weswegen der Mensch diszipliniert werden müsse.

## Die Lehre

### Die fünf Konstanten (五常,Wǔ cháng)
Die konfuzianische Ethik beruht auf der Vorstellung, dass die Welt von einer Ordnung regiert wird, die in ihrem Wesen moralischer Natur sei. Im Zentrum der Lehre steht der Mensch als Teil der Gesellschaft. Dieser soll nach moralisch-ethischer Vervollkommnung streben und sich hierfür an den fünf Konstanten (五常,  wǔ cháng) bzw. Kardinaltugenden orientieren. Diese sind:
- Menschlichkeit / Nächstenliebe (仁,  rén)
- Gerechtigkeit / Rechtschaffenheit (義 / 义,  yì)
- Ritueller Anstand / Sittlichkeit (禮 / 礼,  lǐ). Gemeint sind nicht Riten im westlichen Sinne, sondern formalisiertes Verhalten, das einen guten Menschen auszeichnet und die Voraussetzung für eine intakte Gesellschaftsordnung bildet; die Riten regeln sämtliche Lebensbereiche, d. h. nicht nur den Umgang und die Arbeit mit anderen Menschen, sondern z. B. auch die Staatsführung und das Verhalten gegenüber unbelebten Dingen.
- Weisheit (智,  zhì)
- Aufrichtigkeit / Verlässlichkeit (信,  xìn)

Daraus werden auch die drei sozialen Pflichten abgeleitet:
- Loyalität (忠,  zhōng – „Untertanentreue“)
- Kindliche Pietät (孝,  xiào – „Folgsamkeit und Respekt gegenüber Eltern und Ahnen“)
- Wahrung von Anstand und Sitte (禮 / 礼,  lǐ)

Weil Konfuzius’ Meinung nach die Ordnung durch Achtung vor anderen Menschen und Ahnenverehrung erreichbar sei, erhielten Anstand und Sitte sowie kindliche Pietät die wichtigste Stellung im praktischen Leben. Kinder sollen die Ahnenverehrung fortsetzen, weswegen Kinderlosigkeit als großes Unglück gilt. Die Summe aller Tugenden ist die wirkliche Menschlichkeit (chin. 仁 ren). Sie allein zeigt, wer innerhalb der Ordnung loyal, gerecht und ehrlich handelt.
Wer dem Anstand und der Sitte entsprechend lebt – also der Etikette, den Riten und der Sitte nach – und sich für die Ahnen aufopfert, verändert sich allein dadurch zum Guten. Das löst einen Dominoeffekt aus, der auf die Mitmenschen und schließlich den gesamten Kosmos wirkt, was die eigentliche Urordnung wiederherstellt. So heißt es in dem Konfuzius zugeschriebenen Da Xue:
- Verhalte ich mich korrekt, ist die Familie in Harmonie.
- Wenn die Familien in Harmonie sind, ist es auch das Dorf.
- Sind die Dörfer in Harmonie, ist es auch die Provinz.
- Sind die Provinzen in Harmonie, dann ist es auch das Reich.
- Sind die Reiche in Harmonie, dann ist es auch der Kosmos.

Deswegen soll der Mensch in seinem Tun auch stets das Gemeinwesen und das Staatsinteresse im Auge haben.

### Fünf menschliche Elementarbeziehungen (五倫/五伦,Wǔ lún)
Fünf elementare menschliche Beziehungen bestimmen die Philosophie des Konfuzius:
- Vater – Sohn (父子有親 / 父子有亲)
- Herrscher – Untertan (君臣有義 / 君臣有义)
- Ehemann – Ehefrau (夫婦有別 / 夫妇有别)
- Älterer Bruder – Jüngerer Bruder (長幼有序 / 长幼有序)
- Freund – Freund (朋友有信)

Aus konfuzianischer Sicht handelt es sich dabei im Wesentlichen um hierarchische Über- und Unterordnungsverhältnisse. Nur die Freund-Freund-Beziehung kann als eine Beziehung zwischen Gleichrangigen betrachtet werden.
Die fünf Beziehungen werden durch die Tugenden der Menschenliebe (仁,  rén), der Rechtschaffenheit (義 / 义,  yì) und der Pietät (孝,  xiào – „Kindespietät, Ehrerbietung“) bestimmt. Pietät bildet die Grundlage für das Familienleben und den Staat. Diese Pietät äußert sich in der Verehrung des Vererbten. Im Gegensatz zur Ehemann-Ehefrau-Beziehung, konnten die anderen Beziehungen auch damals schon geschlechtsübergreifend gesehen werden.
Die Frau untersteht drei Gehorsamkeitsbeziehungen:
- Gehorsam gegenüber dem Vater, solange sie jung ist,
- Gehorsam gegenüber ihrem Ehemann, wenn sie verheiratet ist,
- Gehorsam gegenüber ihrem erwachsenen Sohn, wenn sie verwitwet ist.

### Bedeutung des Studiums
Das Studium ist Voraussetzung für das Verständnis der Ordnung des Himmels und der Menschen. Lernen soll man allerdings nur ergänzend zum Denken. Konfuzius sagt also: „Lernen ohne zu denken ist sinnlos; aber denken ohne zu lernen ist gefährlich.“

## Die Schriften
Als Kanon der konfuzianischen Schriften werden traditionell die Vier Bücher und Fünf Klassiker (四書五經 / 四书五经, Sishu wujing) angesehen. Unter Einbeziehung weiterer Werke sowie in leicht abweichender Ordnung und Zählung ist daneben auch von den Dreizehn Klassikern (十三經 / 十三经, shisan jing) die Rede, deren Textkorpus seit der Song-Zeit die Grundlage für die kaiserlichen Beamtenprüfungen bildete.

### Die Fünf Klassiker
Die Wu jing 五經 / 五经 („Die fünf Klassiker“) gehen – bis auf das Chunqiu – auf die Zeit vor Konfuzius zurück. Sie wurden von ihm vorgefunden und für den Unterricht verwendet. Konfuzius schätzte es, dass sich darin auch Verhaltensregeln finden.
1. Yijing (易經 / 易经 – Das Buch der Wandlungen) ist ein Handbuch der Weissagungen, das vermutlich schon vor dem 11. Jahrhundert v. Chr. entstanden ist. Der philosophische Teil, in verschiedenen Anhängen vorhanden, stammt von verschiedenen Kommentatoren. Sie sind die gemeinsame Wurzel aller chinesischen Philosophenschulen.[3]
2. Shijing (詩經 / 诗经 – Das Buch der Lieder) ist eine Auswahl antiker Gedichte.
3. Shangshu (尚書 / 尚书, auch Shujing, 書經 / 书经 – Das Buch der Urkunden) ist eine Sammlung historischer Urkunden.
4. Chunqiu (春秋 – Die Frühlings- und Herbstannalen) ist eine Chronik über die Geschehnisse in Konfuzius’ Heimatstaat Lu vom 8. Jhd. v. Chr. bis ins 5. Jhd. v. Chr.
5. Liji (禮記 / 礼记 – Das Buch der Riten) enthält Verhaltensgrundsätze bei privaten und öffentlichen Ereignissen.

Ursprünglich gab es sechs Klassiker. Yue jing (樂經 / 乐经 – Das Buch über Musik und Tanz) ist heute nicht mehr als eigenständiges Buch vorhanden. Eine stark verkürzte und abgewandelte Fassung ist im 19. Kapitel des Buches der Riten enthalten.
Konfuzius gilt traditionell als Autor der Frühlings- und Herbstannalen. Die übrigen Klassiker soll er nach überkommenem konfuzianischen Verständnis redigiert und neu zusammengestellt haben.

### Die Vier Bücher
Unter der Bezeichnung Sishu (四書 / 四书 – „Vier Bücher“) sind vier kanonische Bücher der konfuzianischen Lehre bekannt, die der Neokonfuzianer Zhu Xi in der Song-Dynastie so zusammenstellte. Sie beinhalten zwei Kapitel aus dem Buch der Riten sowie die Lehrreden des Konfuzius und des Mengzi. Dabei muss beachtet werden, dass Konfuzius selbst – wie Sokrates – keine Lehren niedergeschrieben hat. Seine Lunyu („Gesammelte Worte“) wurden erst von seinen Schülern zusammengestellt, teilweise erst in der Han-Zeit, als der Konfuzianismus zur Staatsphilosophie erhoben wurde.
1. Lunyu (論語 / 论语 – „Die Analekten“) enthält die Lehrgespräche des Konfuzius, wie wir sie heute kennen.
2. Daxue (大學 / 大学 – „Das Große Lernen“) [im Buch der Riten enthalten]
3. Zhongyong (中庸 – „Maß und Mitte“) [im Buch der Riten enthalten]
4. Mengzi (孟子 – „Das Buch des Mengzi“)

### Die Dreizehn Klassiker
In der Tang-Zeit wurden unter Kaiser Taizong das Buch der kindlichen Pietät (孝經 Xiaojing) und das Wörterbuch Erya (爾雅 – „Annäherung an das Angemessene“) zu Klassikern erhoben. Unter Berücksichtigung dieser beiden Werke, aber noch ohne das Buch des Mengzi finden sich auf den von Kaiser Wenzong in Auftrag gegebenen Steinstelen insgesamt zwölf kanonische Schriften des Konfuzianismus. Abweichend von den Vier Büchern werden „Das Große Lernen“ sowie „Mitte und Maß“ nicht als eigenständige Werke geführt, stattdessen aber die Riten der Zhou (周禮 Zhouli) sowie Etikette und Riten (儀禮 Yili), die ihrerseits dem Buch der Riten entstammen. Die Frühlings- und Herbstannalen nehmen in der Zählung insgesamt drei Plätze ein, da auch die dazu verfassten Kommentare des Zuo (左傳 Zuozhuan), des Gongyang Gao (公羊傳 Gongyang Zhuan) und des Guliang Shu (穀梁傳 Guliang Zhuan) miteinbezogen werden. Seit der Song-Zeit waren – nun unter Einbeziehung des Mengzi – die Dreizehn Klassiker (十三經 / 十三经, shisan jing) als Kanon etabliert. Anwärter für ein öffentliches Amt mussten, um die kaiserlichen Prüfungen zu bestehen, die darin enthaltenen rund 600.000 Schriftzeichen auswendig lernen.

## Konfuzianismus als Gesellschaftsmodell und Staatsdoktrin
Die in konfuzianischer Tradition stehenden Denker werden in China unter dem Begriff Rujia zusammengefasst und entwickelten Vorstellungen, die den gesamten ostasiatischen Raum bis heute entscheidend prägen. Trotz verschiedener großer Brüche in der Geschichte, wie der legendären Verfolgung der Rujia unter dem chinesischen Kaiser Qin Shihuang im 3. Jahrhundert v. Chr. oder der Verteufelung von Konfuzius durch Mao Zedong im 20. Jahrhundert während der ersten vierzig Jahre der Volksrepublik China, haben die humanistischen und klaren Vorstellungen, die Konfuzius geprägt hatte, durch ständige Neuinterpretation in den Epochen als Basis der Gesellschaftsform gedient und das Ideal von Besonnenheit und Mitgefühl geprägt.
Der Konfuzianismus bildete die Staatsdoktrin zahlreicher Dynastien; seit der Han-Dynastie gab es ein umfassendes Prüfungssystem für Beamte, zu dem vor allem die umfassende Kenntnis konfuzianischer Lehren zählte. Infolge der „Bedrohung“ durch andere Weltanschauungen (chin. 教, Pinyin jiào, Lehre, Philosophie, Religion‘) wie Taoismus und Buddhismus entwickelte sich in der Song-Dynastie eine neue Strömung, der Neo-Konfuzianismus des Zhu Xi. Dieser Konfuzianismus tolerierte auch mystische Elemente, obgleich der „Meister“ einst gesagt hatte: „Wenn du das Leben noch nicht kennst, wie sollst du da den Tod verstehen!“ Zhu Xi stellte die Vier Bücher zusammen, die eine wichtige Grundlage für den Neo-Konfuzianismus des zweiten Jahrtausends darstellten.
Während die europäische Aufklärung stark auf die Freiheit des einzelnen Individuums abstellt, zielt der Konfuzianismus auf die Rolle jedes Einzelnen im gesamtgesellschaftlichen Beziehungsnetzwerk ab. Die Basis der konfuzianischen Staatstheorie begründet sich auf dem Anspruch der moralischen Vervollkommnung der Gesellschaft. Der Mensch lebt in hierarchisch strukturierten sozialen Geflechten, in denen jede Person eine bestimmte soziale Rolle innehat und sich gemäß dieser verhalten muss.
Der Grundbaustein aller sozialen Geflechte ist die Familie, dessen Oberhaupt der Ehemann beziehungsweise Vater ist. Das Verhalten des Familienoberhaupts bestimmt das moralische Verhalten der Familienmitglieder. Der hierarchischen Ordnung der Familie zufolge bringen jüngere Familienmitglieder den Älteren Respekt und Gehorsam entgegen. Ein ebensolches Hierarchieverhältnis besteht auch zwischen der Ehefrau und dem zu ehrenden Ehemann. Die hierarchisch unter der Schutzherrschaft des höhergestellten Familienmitgliedes stehenden Familienmitglieder bringen diesem Ehre, Respekt und Gehorsam entgegen und erfahren im Gegenzug dafür Liebe, Schutz und Leitfunktion des Familienoberhaupts.
Konfuzius zufolge bringt jede Stellung in der Gesellschaft Privilegien und Pflichten mit sich, so dass ein fest gegliederter Organismus entsteht, der Struktur und Frieden in der Gesellschaft begründet. Folglich ist für das friedliche Zusammenleben der Menschen in erster Linie notwendig, dass es dem Individuum sowie den Familien gut geht, um darauf aufbauend den Staat in Ordnung zu bringen. Der Staat wird in der konfuzianischen Staatslehre analog zur hierarchischen Struktur der Familie gedacht. Das Staatsoberhaupt verdient sich diese Position durch die besondere moralische Vorbildfunktion, die durch Schutz- und Leitfunktion bewiesen wurde. Im Gegenzug verpflichtet sich das Staatsoberhaupt, beispielsweise mittels Ernährungssicherung und Bildung, ein friedliches Umfeld zu schaffen.
Für das Regieren wird auf zwei Mechanismen zurückgegriffen: die moralische Vorbildfunktion des Herrschers und ein System aus Strafen und Anreizen. Die moralische Vorbildfunktion des Herrschers wird dabei klar bevorzugt. Ist der Herrscher gut, so Konfuzius, dann folgen seine Untertanen ihm ohne jede Androhung von Strafe. Wenn er hingegen selbst unmoralisch handelt, wird auch der Staat zwangsläufig in Chaos verfallen. Moralisch zu handeln bedeutet dabei in erster Linie, sich gemäß seinem Platz in der gesellschaftlichen Hierarchie zu verhalten. Gleichzeitig gesteht Konfuzius sich ein, dass nicht alle Menschen allein durch die moralische Vorbildfunktion des Herrschers geführt werden können. Als zusätzliches Regierungsinstrument werden für einen Teil der Bevölkerung daher Anreize und Strafen befürwortet. Diese haben aber einen untergeordneten Stellenwert und sollten soweit möglich durch moralisches Vorbild ersetzt werden. Sie werden auch als weit weniger effektiv angesehen, da die Bevölkerung ohne moralisches Vorbild nur versuchen werde, die Strafen zu vermeiden, ohne den moralischen Grundsatz zu verinnerlichen.

## Konfuzianismus als Religion

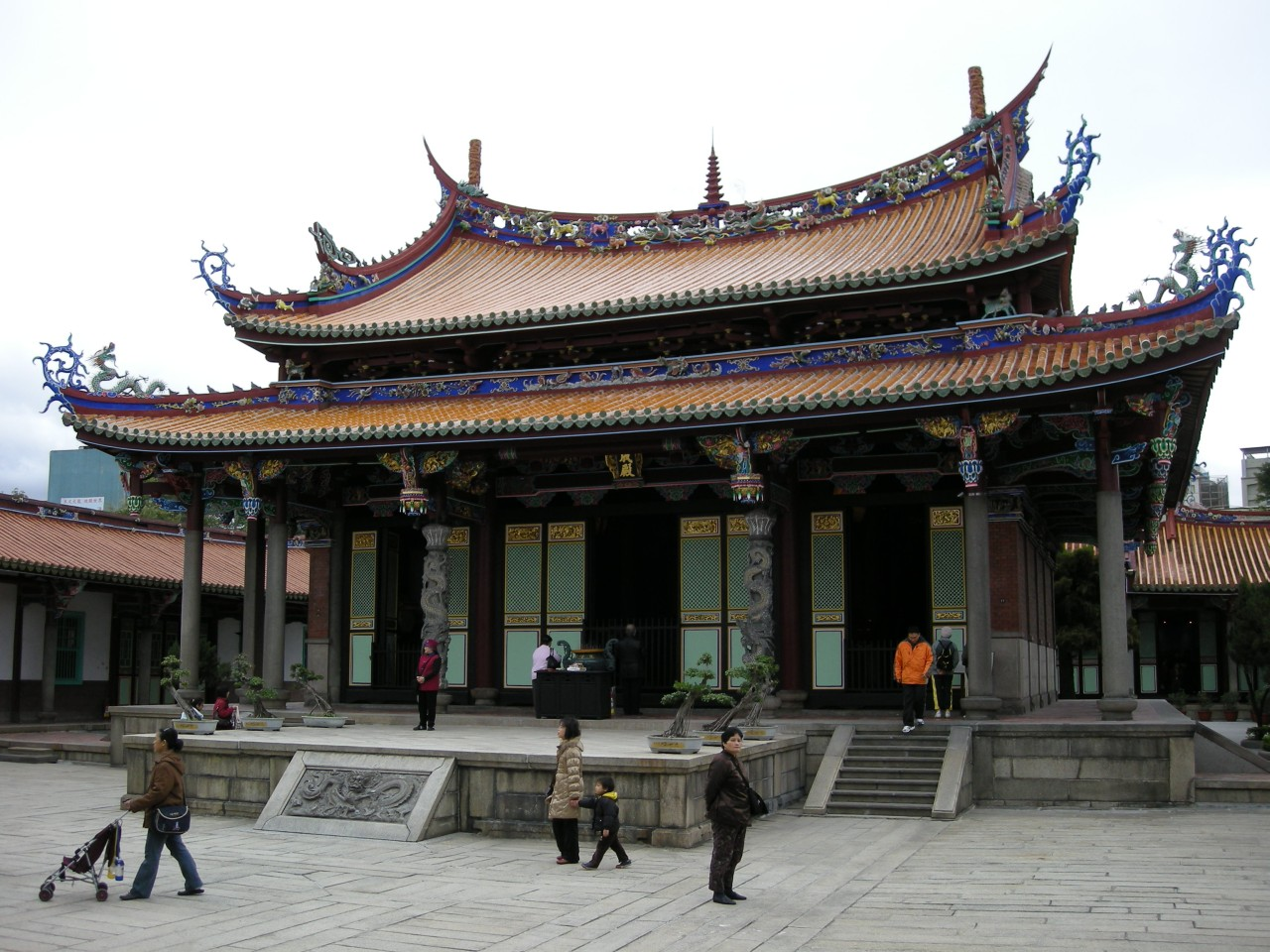
Konfuziustempel, Taipeh

Im Konfuzianismus finden sich allgemein verbreitete religiöse Elemente Ostasiens wie die Verwendung des Begriffs Dao und der Ahnenkult. Konfuzianische Elemente sind aber auch in viele Bereiche des gesellschaftlichen Lebens eingedrungen. Der Konfuzianismus ist eine Lehre unter anderen, die sich nicht gegenseitig ausschließen, sondern kombinieren lassen. Mit dem Daoismus hat der Konfuzianismus den Gedanken einer Harmonie von Himmel, Erde und Mensch gemeinsam. Beide Lehren fokussieren auf funktionelle Beziehungen zwischen den verschiedenen Ebenen des Seins. Gemeinsam ist ihnen weiterhin ein organisches Denken, bei dem jedes Teil im System eines umgreifenden Ganzen bestimmte Aufgaben zu erfüllen hat. Was den Konfuzianismus vom Daoismus unterscheidet, ist das Konzept gesellschaftlicher Ordnung. Für die Daoisten ist die Welt in vollständiger Harmonie, solange die Gesellschaft in allem dem natürlichen Lauf der Dinge folgt, Konfuzius hingegen war überzeugt, dass Natur und Gesellschaft völlig verschiedenen Ordnungsmustern folgen. Im Mittelpunkt seiner Lehre stehen die Gesellschaft und die menschlichen Pflichten, nicht die Prinzipien der Natur, die auf die Gesellschaft zu übertragen wären.
Institutionell waren die Zentren des Konfuzianismus die Miao, „Konfuzius-Tempel“. Hier wurden der Gründer und seine Schüler rituell verehrt als Schöpfer und Ursprung der Lehre, als Beschützer, von den Angehörigen der Kong-Sippe als mythischer Ahnherr. Einzelne Verehrer des Konfuzius baten hier um das Bestehen von Prüfungen oder gute soziale Beziehungen. Die mit dem Staat verbundenen Tempel richteten oftmals große Rituale für den Hof aus. Zudem waren die Konfuzius-Tempel oft Lehranstalten und Prüfungsinstanzen des ebenfalls ritualisierten kaiserlichen Prüfungssystems.
Die Bedeutung des institutionellen Konfuzianismus erhielt einen schweren Schlag durch die Abschaffung des Prüfungssystems und andere Veränderungen der Moderne. Wenngleich der Konfuzianismus immer noch einigen Einfluss ausübt und der Meister weiterhin rituell verehrt wird, wird er doch meist nicht mehr als eigene Religion genannt. Statistiken haben nur einen geringen Aussagewert über die tatsächliche Verbreitung.
Im Jahr 1995 wurde der Konfuzianismus in Südkorea zur Religion erklärt und hat dort etwa 10 Millionen Anhänger. In Indonesien gehört der Konfuzianismus zu den fünf offiziell anerkannten Religionen.

## Konfuzianismus als Basis des Chinesischen Management-Denkens
In der Fachliteratur wird immer wieder auf die Bedeutung des Konfuzianismus für das Verständnis der chinesischen Managementkultur verwiesen.

## Einzelbelege
1. ↑  Hans Steininger: Das fernöstliche Bildungsverständnis und sein Verfall in der Neuzeit. In: Winfried Böhm, Martin Lindauer (Hrsg.): „Nicht Vielwissen sättigt die Seele“. Wissen, Erkennen, Bildung, Ausbildung heute. (= 3. Symposium der Universität Würzburg.) Ernst Klett, Stuttgart 1988, ISBN 3-12-984580-1, S. 107–128, hier: S. 113.
2. ↑  Feng Youlan (Fung You-Lan): A short history of Chinese philosophy. New York 1966, 30. Auflage, S. 39.
3. ↑  Vgl. Shaoping Gan: Die chinesische Philosophie. Darmstadt 1997, S. 34.
4. ↑  Feng Youlan (Fung You-Lan): A short history of Chinese philosophy. New York 1966, 30. Auflage, S. 39.
5. ↑  Kung-Chuan Hsiao: History of Chinese Political Thought, Volume 1. From the Beginnings to the Sixth Cen-tury, A.D. Hrsg.: Princeton University Press.
6. ↑  A.T. Nuyen: The ‘Mandate of Heaven’: Mencius and the Divine Command Theory of political Legit-imacy. Hrsg.: Philosophy East and West 63.2.
7. ↑  Louis D. Hayes: Political Systems of East Asia. China, Korea, and Japan. Hrsg.: M.E. Sharpe.
8. ↑  Hans-Günter Wagner: Der Daoismus. Chinas indigene Religion. Origo, Bern 2025, ISBN 978-3-282-00214-6, S. 430 f.
9. ↑  Anne S. Tsui et al.: Organizational Culture in China - An Analysis of Culture Dimensions and Culture Types, Management and Organization Review, 2 (3/2006), pp. 345–376.
10. ↑  Chao-Chuan Chen, Yueh-Ting Lee: . Cambridge University Press, Cambridge (UK) 2010.
11. ↑  Haibo Hu: Principles of Chinese Management, Springer Nature Singapur 2021